# Perach
Perach là một đô thị ở huyện Altötting bang Bayern nước Đức. Đô thị Perach có diện tích 14,14 km², dân số thời điểm ngày 31 tháng 12 năm 2006 là 1228 người.